# Oleg Velyky

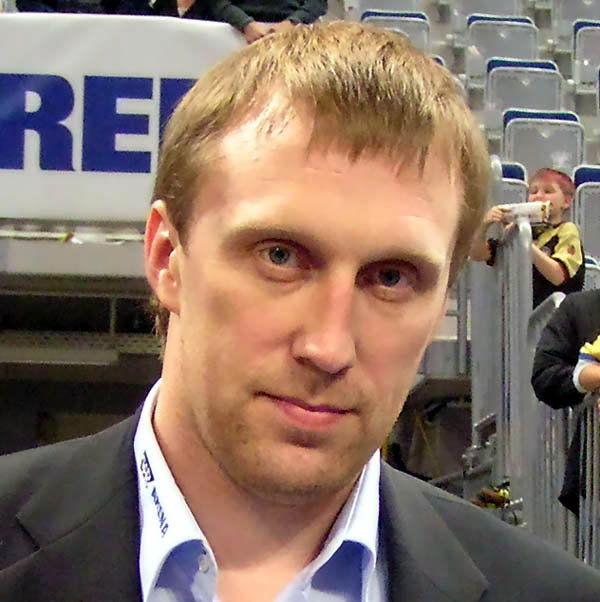
Oleg Velyky, 2007.

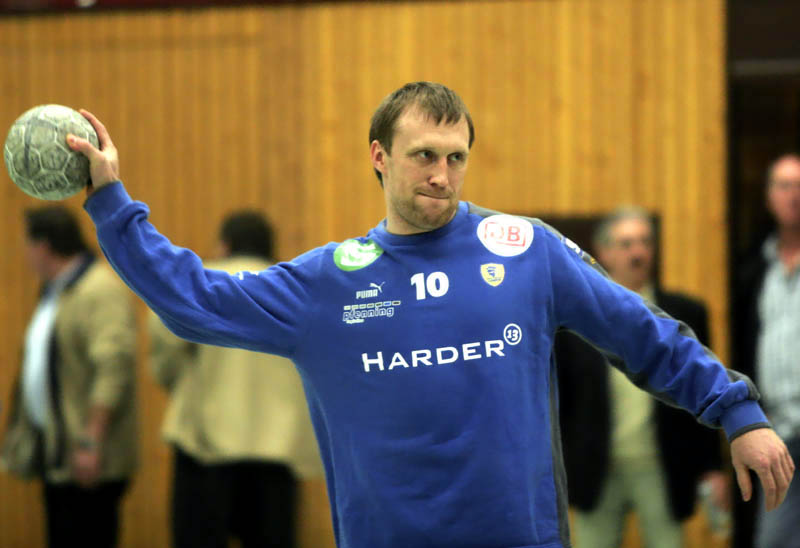
Oleg Velyky, 2006.

Oleg Velyky (ukrainska: Олег Володимирович Великий, Oleh Volodymyrovytj Velykyj), född 14 oktober 1977 i Brovary, Ukrainska SSR, Sovjetunionen, död 23 januari 2010 i Kiev, Ukraina, var en ukrainsk-tysk handbollsspelare (mittnia/vänsternia).
Den 1 april 2004 blev Velyky tysk medborgare och den 8 januari 2005 debuterade han för Tysklands landslag. Innan dess spelade han 59 landskamper för Ukrainas landslag. Totalt blev det 38 landskamper och 123 mål för Tyskland.
Velyky avled i malignt melanom, 32 år gammal, som han först hade diagnostiserats med i september 2003.

## Klubbar
- ZTR Zaporizjzja (–2001)
- TUSEM Essen (2001–2005)
- SG Kronau/Östringen / Rhein-Neckar Löwen (2005–2008)
- HSV Hamburg (2008–2010)